# Ophiomyia cichorii
Ophiomyia cichorii este o specie de muște din genul Ophiomyia, familia Agromyzidae, descrisă de Erich Martin Hering în anul 1949.
Este endemică în Franța. Conform Catalogue of Life specia Ophiomyia cichorii nu are subspecii cunoscute.